# 台湾无柱兰
（學名：Amitostigma alpestre）又名高山雛蘭，是兰科无柱兰属的植物，为台灣的特有植物。分布于台灣海拔2,500米至3,300米的地区，多生于高山草地及山坡石壁缝隙内。